# Депутати ВР Латвійської РСР 4-го скликання
| Прізвище, ім'я, по-батькові            | Де обраний           | Виборчий округ                | Примітка                     |
| -------------------------------------- | -------------------- | ----------------------------- | ---------------------------- |
| Авотінь Яніс Георгійович               | Рига                 | Ризький 53-й                  |                              |
| Авотнієк Вельта Мартинівна             | Рига                 | Ризький 32-й                  |                              |
| Азан Владислав Антонович               | Рига                 | Ризький 26-й                  |                              |
| Александров Олександр Федорович        | Вілянський район     | Гайгалавський 109-й           |                              |
| Александров-Мойсей Броніслав Донатович | Зілупський район     | Істренський 131-й             |                              |
| Алексеєв Володимир Миколайович         | Лієпая               | Лієпайський 55-й              |                              |
| Амерікс Ернст Янович                   | Добельський район    | Добельський 122-й             |                              |
| Анкупе Елла Фріцівна                   | Руієнський район     | Мазсалацський 176-й           |                              |
| Апініс Едгар Петрович                  | Рига                 | Ризький 10-й                  |                              |
| Арзуманова Емма Петрівна               | Елейський район      | Елейський 197-й               |                              |
| Аугуст Ольга Мартинівна                | Ризький район        | Катлакалнський 173-й          |                              |
| Аугшкап Ян Петрович                    | Абренський район     | Абренський 77-й               |                              |
| Берзінь Амалія Олександрівна           | Екабпілський район   | Екабпілський 126-й            |                              |
| Берзінь Арвід Фріцович                 | Кулдігський район    | Кулдігський 143-й             |                              |
| Берклав Едуард Карлович                | Рига                 | Ризький 36-й                  |                              |
| Біксоне Грієта Карлівна                | Кулдігський район    | Кабільський 144-й             |                              |
| Бірінь Ян Янович                       | Рига                 | Ризький 28-й                  |                              |
| Біссенек Микола Якович                 | Резекне              | Резекненський 76-й            |                              |
| Блощаненко Антон Федорович             | Лудзенський район    | Лудзенський 151-й             |                              |
| Блюм Віктор Адольфович                 | Алсунгський район    | Алсунгський 85-й              |                              |
| Богданов Іван Оксентійович             | Єлгавський район     | Єлгавський сільський 128-й    |                              |
| Бокк Арнольд Семенович                 | Зілупський район     | Зілупський 130-й              |                              |
| Брігзна Фріціс Янович                  | Салдуський район     | Броценський 178-й             |                              |
| Брожа Анна Андріївна                   | Рига                 | Ризький 47-й                  |                              |
| Буде Карл Карлович                     | Саулкрастський район | Саулкрастський 179-й          |                              |
| Булганін Микола Олександрович          | Рига                 | Ризький 16-й                  |                              |
| Бутан Анна Оскарівна                   | Неретський район     | Неретський 157-й              |                              |
| Буш Гайда Павлівна                     | Сігулдський район    | Сігулдський 181-й             |                              |
| Валінієк Артур Юрійович                | Вентспілс            | Вентспілський 72-й            |                              |
| Валліс Вісвалдіс Язепович              | Гулбенський район    | Леясціємський 115-й           |                              |
| Валтер Герберт Карлович                | Алойський район      | Салацгрівський 84-й           |                              |
| Ванаг Ян Фріцович                      | Огрський район       | Огрський 158-й                |                              |
| Вацієтіс Ернест Янович                 | Даугавпілський район | Вішкський 119-й               |                              |
| Веверс Ян Янович                       | Даугавпілс           | Даугавпілський 68-й           |                              |
| Вейнберг Емілія Едуардівна             | Рига                 | Ризький 39-й                  |                              |
| Венцкав Карл Андрійович                | Вентспілс            | Вентспілський 73-й            |                              |
| Вернер Мільда Янівна                   | Рига                 | Ризький 22-й                  |                              |
| Вікман Володимир Якович                | Резекне              | Резекненський 75-й            |                              |
| Вімба Ян Артурович                     | Бауський район       | Бауський 96-й                 |                              |
| Віндедз Аліса Янівна                   | Краславський район   | Ізвалтський 140-й             |                              |
| Ворошилов Климент Єфремович            | Лієпая               | Лієпайський 54-й              |                              |
| Ворслов Йосип Юліанович                | Вілянський район     | Галенський 108-й              |                              |
| Восс Август Едуардович                 | Вараклянський район  | Вараклянський 104-й           |                              |
| Вуцан Аусма Ернестівна                 | Ліванський район     | Рудзетський 146-й             |                              |
| Гайле Георгій Янович                   | Рига                 | Ризький 29-й                  |                              |
| Гайліс Карл Петрович                   | Акністський район    | Акністський 81-й              |                              |
| Гартенбаум Анна Янівна                 | Яунелгавський район  | Яунелгавський 200-й           |                              |
| Гоба Зента Карлівна                    | Ризький район        | Ропажський 174-й              |                              |
| Горбатов Олександр Васильович          | Рига                 | Ризький 50-й                  |                              |
| Гордон Олександр Олександрович         | Даугавпілс           | Даугавпілський 65-й           |                              |
| Гравеліс Петро Петрович                | Єлгава               | Єлгавський 71-й               |                              |
| Грауде Луція Юріївна                   | Єлгавський район     | Калнціємський 129-й           |                              |
| Гредзен Ріхард Язепович                | Валмієрський район   | Валмієрський 101-й            | повноваження припинені       |
| Гутманіс Жан                           | Лієпайський район    | Гробіньський 148-й            |                              |
| Дамберг Вольдемар Францевич            | Прейльський район    | Аглонський 164-й              |                              |
| Дауговет Ерна Янівна                   | Рига                 | Ризький 37-й                  |                              |
| Деглав Фріц Юрійович                   | Рига                 | Ризький 52-й                  |                              |
| Десмітнієк Іван Іванович               | Лієпая               | Лієпайський 58-й              |                              |
| Дзеле Валія Індриківна                 | Прієкульський район  | Прієкульський 166-й           |                              |
| Дьомін Микита Степанович               | Рига                 | Ризький 44-й                  |                              |
| Езерінь Петер Адамович                 | Ліванський район     | Ліванський 145-й              |                              |
| Елсіс Вільма Кристапівна               | Рига                 | Ризький 6-й                   |                              |
| Євлєв Микола Сергійович                | Прієкульський район  | Вайнедський 167-й             |                              |
| Єднач Агнешка Андріївна                | Руієнський район     | Руієнський 175-й              |                              |
| Жакар Ян                               | Лієпая               | Лієпайський 56-й              |                              |
| Жданов Порфирій Васильович             | Валкський район      | Валкський 99-й                |                              |
| Заїкін Іван Михайлович                 | Краславський район   | Індрський 139-й               |                              |
| Залькалн Ліна Ернестівна               | Рига                 | Ризький 17-й                  |                              |
| Залькалн Теодор Едуардович             | Рига                 | Ризький 19-й                  |                              |
| Зауер Альберт Теодорович               | Апський район        | Апський 88-й                  |                              |
| Здановська Анна Язепівна               | Акністський район    | Рубенський 82-й               |                              |
| Зоммер Яніс Клавович                   | Талсінський район    | Вандзенський 188-й            |                              |
| Зутіс Яніс Якович                      | Рига                 | Ризький 18-й                  |                              |
| Іостинь Бірута Янівна                  | Плявіньський район   | Плявіньський 161-й            |                              |
| Ісак Рудольф Едуардович                | Рига                 | Ризький 49-й                  |                              |
| Каганович Лазар Мойсейович             | Даугавпілс           | Даугавпілський 67-й           |                              |
| Калнберзін Ян Едуардович               | Рига                 | Ризький 31-й                  |                              |
| Калнінь Арнольд Янович                 | Ауцський район       | Бенський 90-й                 |                              |
| Калнінь Мінна Янівна                   | Лієпая               | Лієпайський 60-й              |                              |
| Калнінь Ольга Петрівна                 | Алойський район      | Алойський 83-й                |                              |
| Капкалн Ернест Брожович                | Бауський район       | Ісліцський 98-й               |                              |
| Капулінська Ангела Йоакимівна          | Лудзенський район    | Пілдський 152-й               |                              |
| Каулінь Карл Янович                    | Рига                 | Ризький 48-й                  |                              |
| Кацен Яніс Бернгардович                | Плявіньський район   | Кокнеський 162-й              |                              |
| Каш Женія Вернерівна                   | Балвський район      | Ругайський 93-й               |                              |
| Кірхенштейн Август Мартинович          | Рига                 | Ризький 42-й                  |                              |
| Кісіс Роберт Янович                    | Цесвайнський район   | Цесвайнський 192-й            |                              |
| Кісіс Тетяна Євгенівна                 | Рига                 | Ризький 41-й                  |                              |
| Клявінь Олександр Леонтійович          | Мадонський район     | Ляудонський 154-й             |                              |
| Ковальов Григорій Андрійович           | Гривський район      | Скрудалієнський 113-й         |                              |
| Коклач Ірена Язепівна                  | Ілукстський район    | Ілукстський 132-й             |                              |
| Красовський Петро Янович               | Сігулдський район    | Лігатненський 182-й           |                              |
| Креп Лідія Андріївна                   | Мадонський район     | Мадонський 153-й              |                              |
| Крумінь Віліс Карлович                 | Тукумський район     | Тукумський 189-й              |                              |
| Крумінь Едіте Рудольфівна              | Ауцський район       | Ауцський 89-й                 |                              |
| Кузнєцов Радіон Олександрович          | Резекненський район  | Макашенський 170-й            |                              |
| Кукайн Олександр Оттович               | Лієпайський район    | Айстерський 147-й             | повноваження припинені       |
| Лаздинь-Юдіна Мільда Янівна            | Лімбажський район    | Лієпупський 150-й             |                              |
| Лайвінь Вільгельм Янович               | Ризький район        | Марупський 172-й              |                              |
| Ланка Гунар Андрійович                 | Лієпая               | Лієпайський 59-й              |                              |
| Ласіс Рудольф Мартинович               | Огрський район       | Мадлієнський 160-й            |                              |
| Лаціс Віліс Тенісович                  | Рига                 | Ризький 15-й                  |                              |
| Леїн Вольдемар Петрович                | Лієпая               | Лієпайський 62-й              |                              |
| Лейтан Ольга Францівна                 | Дагдський район      | Яунокрський 118-й             |                              |
| Лепер Станіслава Язепівна              | Резекненський район  | Янопольський 169-й            |                              |
| Литвинов Павло Якович                  | Єлгава               | Єлгавський 69-й               |                              |
| Ліберт Едуард Юрійович                 | Даугавпілський район | Науєнський 120-й              |                              |
| Лієпінь Елла Фріцівна                  | Єлгава               | Єлгавський 70-й               |                              |
| Ліксніт Ядвіга Антонівна               | Вараклянський район  | Баркавський 105-й             |                              |
| Ліне Вельта Мартинівна                 | Рига                 | Ризький 2-й                   |                              |
| Ліпін Віктор Іванович                  | Алуксненський район  | Бейський 87-й                 |                              |
| Маленков Георгій Максиміліанович       | Рига                 | Ризький 11-й                  |                              |
| Манойло Федір Микитович                | Прейльський район    | Прейльський 163-й             |                              |
| Матуль Марія Аугустівна                | Абренський район     | Шкілбенський 78-й             |                              |
| Мелдер Вія Андріївна                   | Крустпілський район  | Крустпілський 141-й           |                              |
| Міке Анна Янівна                       | Смілтенський район   | Смілтенський 184-й            |                              |
| Мікоян Анастас Іванович                | Рига                 | Ризький 21-й                  |                              |
| Містріс Іван Лаврентійович             | Айзпутський район    | Айзпутський 79-й              |                              |
| Молотов В'ячеслав Михайлович           | Рига                 | Ризький 33-й                  |                              |
| Муйжнієк Регіна Карлівна               | Цесіський район      | Раунський 195-й               |                              |
| Мукін Едгар Спріцович                  | Даугавпілс           | Даугавпілський 64-й           |                              |
| Мукке Михайло Іванович                 | Вентспілс            | Вентспілський 74-й            |                              |
| Мурнієк Аліда Едуардівна               | Рига                 | Ризький 45-й                  |                              |
| Нагліс Павло Адамович                  | Карсавський район    | Карсавський 135-й             |                              |
| Надисєв Георгій Семенович              | Рига                 | Ризький 8-й                   |                              |
| Нельсон Ірма Мартинівна                | Балдонський район    | Ієцавський 95-й               |                              |
| Несауле Ірена Петрівна                 | Елейський район      | Аусмський 198-й               |                              |
| Озолінь Іван Іванович                  | Бауський район       | Барбельський 97-й             |                              |
| Озолінь Карл Мартинович                | Валмієрський район   | Буртнієкський 102-й           |                              |
| Озолінь Яніс Адольфович                | Балдонський район    | Балдонський 94-й              |                              |
| Оринська Вельта Робертівна             | Гауєнський район     | Вецпієбалгський 111-й         |                              |
| Паегле Петро Янович                    | Балвський район      | Тілжський 92-й                |                              |
| Пакалн Ян Петрович                     | Даугавпілс           | Даугавпілський 63-й           |                              |
| Пашкевич Борис Євстахійович            | Кандавський район    | Сабільський 134-й             |                              |
| Пельше Арвід Янович                    | Цесіський район      | Цесіський 194-й               |                              |
| Первухін Михайло Георгійович           | Рига                 | Ризький 46-й                  |                              |
| Пізан Павло Олексійович                | Рига                 | Ризький 5-й                   |                              |
| Пілаг Арніс Оскарович                  | Талсінський район    | Стендський 187-й              |                              |
| Пінзуль Альвіна Янівна                 | Валкський район      | Стренчський 100-й             |                              |
| Пінксіс Індрик Оттович                 | Лієпая               | Лієпайський 61-й              |                              |
| Піхель Валентина Самуїлівна            | Лімбажський район    | Лімбажський 149-й             |                              |
| Плесум Петро Петрович                  | Рига                 | Ризький 38-й                  |                              |
| Плудон Матіс Янович                    | Талсінський район    | Талсінський 186-й             |                              |
| Подкалн Гунар Карлович                 | Дундагський район    | Дундагський 125-й             | повноваження припинені       |
| Поднієк Едіте Олександрівна            | Рига                 | Ризький 14-й                  |                              |
| Полікевич Аполонія Янівна              | Смілтенський район   | Грундзальський 185-й          |                              |
| Пономарьов Микола Олексійович          | Дагдський район      | Дагдський 116-й               |                              |
| Порієт Геновева Олександрівна          | Рига                 | Ризький 9-й                   |                              |
| Поспєлов Петро Миколайович             | Рига                 | Ризький 30-й                  |                              |
| Поча Хелена Іванівна                   | Малтський район      | Малтський 155-й               |                              |
| Прієде-Берзінь Лілія Давидівна         | Рига                 | Ризький 20-й                  |                              |
| Прокоф'єв Олексій Трохимович           | Добельський район    | Яунпілський 124-й             |                              |
| Пундур Анна Медартівна                 | Прейльський район    | Сілаянський 165-й             |                              |
| Путан Віргінія Адамівна                | Гривський район      | Медумський 112-й              |                              |
| Радзінь Расма Ернестівна               | Гауєнський район     | Яунпієбалгський 110-й         |                              |
| Рацен Броніслава Іванівна              | Краславський район   | Краславський 138-й            |                              |
| Розе Валентина Іванівна                | Вентспілський район  | Вентспілський сільський 106-й |                              |
| Розенберг Ірма Олександрівна           | Рига                 | Ризький 13-й                  |                              |
| Рубеніс Ерік Янович                    | Екабпілський район   | Селпілський 127-й             |                              |
| Сабуров Максим Захарович               | Рига                 | Ризький 3-й                   |                              |
| Салтуп Маргарита Василівна             | Ризький район        | Слокський 171-й               |                              |
| Самолевський Віктор Миколайович        | Тукумський район     | Ірлавський 191-й              |                              |
| Самсон Віліс Петрович                  | Карсавський район    | Наутренський 137-й            |                              |
| Сінченко Олексій Петрович              | Дагдський район      | Езернієкський 117-й           |                              |
| Скраустинь Ельза Карлівна              | Валмієрський район   | Дікльський 103-й              |                              |
| Слосман Мечислав Михайлович            | Саулкрастський район | Біріньський 180-й             |                              |
| Соколов Петро Іванович                 | Рига                 | Ризький 35-й                  |                              |
| Спалва Альфред Янович                  | Рига                 | Ризький 7-й                   |                              |
| Стекіс Едгар Янович                    | Кандавський район    | Кандавський 133-й             |                              |
| Страдинь Павло Янович                  | Рига                 | Ризький 25-й                  |                              |
| Строганов Володимир Григорович         | Балвський район      | Балвський 91-й                |                              |
| Строд Пауліна Алоїзівна                | Вілянський район     | Вілянський 107-й              |                              |
| Стуріс Майгон Олександрович            | Тукумський район     | Енгурський 190-й              |                              |
| Суслов Михайло Андрійович              | Рига                 | Ризький 40-й                  |                              |
| Тарвід Леон Язепович                   | Ергльський район     | Ергльський 199-й              |                              |
| Тієснесіс Альвіна Симонівна            | Алуксненський район  | Алуксненський 86-й            |                              |
| Тітов Логин Павлович                   | Малтський район      | Ружинський 156-й              |                              |
| Томсон Еріх Янович                     | Рига                 | Ризький 1-й                   |                              |
| Трінклер Ян Янович                     | Резекненський район  | Каунатський 168-й             |                              |
| Упіт Андрій Мартинович                 | Огрський район       | Лієлвардський 159-й           |                              |
| Філатов Іван Митрофанович              | Рига                 | Ризький 51-й                  |                              |
| Фрейберг Віліс Янович                  | Цесіський район      | Страупський 196-й             |                              |
| Хрущов Микита Сергійович               | Рига                 | Ризький 23-й                  |                              |
| Чабіс Зельма Вікторівна                | Рига                 | Ризький 27-й                  |                              |
| Чарп Іда Іванівна                      | Цесвайнський район   | Яунгулбенський 193-й          |                              |
| Чаша Іван Якович                       | Рига                 | Ризький 12-й                  |                              |
| Чернишов Олексій Павлович              | Карсавський район    | Балтінавський 136-й           |                              |
| Чіксте Артур Едуардович                | Даугавпілс           | Даугавпілський 66-й           |                              |
| Шалаєв Микола Георгійович              | Айзпутський район    | Ціравський 80-й               |                              |
| Шаталін Микола Миколайович             | Рига                 | Ризький 4-й                   |                              |
| Шверник Микола Михайлович              | Рига                 | Ризький 34-й                  |                              |
| Шиц Карл Лаврович                      | Рига                 | Ризький 24-й                  |                              |
| Шмальц Петер Янович                    | Крустпілський район  | Межарський 142-й              |                              |
| Штебель Еріка Єкабівна                 | Салдуський район     | Салдуський 177-й              |                              |
| Штейнберг Фріц Янович                  | Лієпая               | Лієпайський 57-й              |                              |
| Юдін Єгор Ілліч                        | Даугавпілський район | Калупський 121-й              |                              |
| Юрген Ян Янович                        | Гулбенський район    | Гулбенський 114-й             |                              |
| Юргіс Мільда Екабівна                  | Рига                 | Ризький 43-й                  |                              |
| Яншевська Бірута Юліївна               | Скрундський район    | Скрундський 183-й             |                              |
| Яунзем Ірма Миколаївна                 | Добельський район    | Крімунський 123-й             |                              |
| Вільдре Яків Янович                    | Дундагський район    | Дундагський 125-й             | дообраний 5 серпня 1956 року |
| Кашников Пилип Іванович                | Валмієрський район   | Валмієрський 101-й            | дообраний 5 серпня 1956 року |
| Міглінік Адольф Ізидорович             | Лієпайський район    | Айстерський 147-й             | дообраний 5 серпня 1956 року |